# 商鞅
商鞅（前390年—前338年），又称衛鞅或公孫鞅，是戰國中期卫国人，公元前4世纪的重要政治家和軍事家，也是法家代表人物之一，师从李悝。在秦孝公（前382年—前338年）时期，商鞅对秦国的政治和社会制度进行了深刻改革，使秦国从此逐渐富强，为后来统一六国奠定了基础。
商鞅早年学习法家和兵家思想，师从魏国改革设计者李悝，曾任魏国国相公叔痤的中庶子。秦孝公发布求贤令后，商鞅入秦，推行变法改革，使秦国逐渐强盛，史称“商鞅变法”。他在政治上改革户籍、法律、军功爵位、土地制度、行政区划、税收、度量衡及风俗；经济上推行重农抑商、奖励耕织；军事上率军收复了河西部分失地。然而，商鞅因推行变法触犯旧贵族利益，秦孝公去世后失势，被政敌以谋反罪名逮捕，最终被处以车裂之刑。
商鞅及其变法对法家影响深远，《商君书》汇编其思想和言行，《史记》为其立有《商君列传》。现代学者亦有深入研究其功绩。

## 生平

### 早年
商鞅出生于卫国公室一个远房贵族家庭，是嫡出或庶出公子的后代，由妻子或小妾所生（除太子外，诸侯嫡庶之子皆称为公子，孙辈称为公孙）。因此，在卫国他可称为公孙鞅，但在他国只能自称为卫鞅。有学者据此推测商鞅为卫国都城帝丘人，但现今对该地的确切位置仍存争议，主要分为安阳市内黄县和濮阳市濮阳县两种观点。
商鞅年轻时对刑名法术颇感兴趣，师从魏国改革设计者李悝，受到吴起等人影响。他曾向尸佼学习杂家学说，之后在魏国侍奉国相公叔痤，担任中庶子。公叔痤病重時向魏惠王推荐商鞅，說：“公孫鞅年轻有才，可以担任国相治理国家”。商鞅年輕，公叔痤見魏惠王無意願，又對魏惠王說：“主公如果不用公孫鞅，一定要杀掉他，不要让他投奔别国。”魏惠王認為公叔痤已经病入膏肓，語無倫次，於是皆不採納。公叔痤私下要商鞅赶紧離開魏國，商鞅明白魏惠王未把自己放在眼裡，不采纳公叔痤用他之言，也不會采纳殺他之言，所以並沒有立即離開魏國。

### 投奔秦国
秦国位于西方，与魏国、楚国等国接壤。在战国初期，魏国通过变法迅速崛起，侵占了秦国黄河西岸的大量土地，并对秦国构成了持续的军事威胁。

前362年，21岁的秦孝公继位，励精图治，致力于增强国力，收复东方河西地区的领土。他因此颁布了著名的求贤令：
“昔我缪公自岐雍之闲，修德行武，东平晋乱，以河为界，西霸戎翟，广地千里，天子致伯，诸侯毕贺，为后世开业，甚光美。会往者厉、躁、简公、出子之不宁，国家内忧，未遑外事，三晋攻夺我先君河西地，诸侯卑秦、丑莫大焉。献公即位，镇抚边境，徙治栎阳，且欲东伐，复缪公之故地，修缪公之政令。寡人思念先君之意，常痛于心。宾客群臣有能出奇计强秦者，吾且尊官，与之分土。”
商鞅得知秦孝公在国内发布求贤令，便携带李悝的《法经》（魏国的法律条文）投奔秦国。他通过秦孝公的宠臣景监寻求面见孝公。商鞅第一次用帝道游说秦孝公，孝公听后直打瞌睡并通过景监指责商鞅是个狂妄之徒，不可任用。五日后，商鞅再次会见秦孝公，用王道之术游说，孝公不能接受并再次通过景监责备商鞅。商鞅第三次会见秦孝公时用霸道之术游说，获得孝公的肯定但没有被采用，但商鞅此时已领会孝公心中的意图。最后商鞅见孝公时畅谈富国强兵之策，孝公听时十分入迷，膝盖不知不觉向商鞅挪动，二人畅谈数日毫无倦意。景监不得其解，向商鞅询问缘由。商鞅说秦孝公意图在当今争霸天下，所以对耗时太长才能取得成效的帝道、王道学说不感兴趣。

### 变法之争
秦孝公打算在秦国国内进行变法，又害怕国人议论纷纷，所以犹豫不决。秦孝公召开朝会命臣工商议此事，商鞅劝秦孝公说：“行动犹豫不决，就不会搞出名堂，办事犹豫不决就不会成功。况且超出常人的行为，本来就会被世俗非议；有独道见解的人，一定会被一般人嘲笑。愚蠢的人事成之后都弄不明白，聪明的人事先就能预见将要发生的事情。不能和百姓谋划新事物的创始，但可以和他们共享成功的欢乐。探讨最高道德的人不与世俗合流，成就大业的人不与一般人共谋。因此，圣人只要能够使国家强盛，就不必沿用旧的成法；只要能够利于百姓，就不必遵循旧的礼制。”甘龙反驳说：“圣人不改变民俗来教育民众，智者不改变已形成的法令来治理国家。顺应民风民俗教育民众，不费力就能成功；沿袭旧有制度来治理国家，官吏习惯而百姓安定。”商鞅说：“甘龙所说的，是世俗的说法。一般人安于旧有的习俗，而读书人拘泥于书本上的见闻。这两种人奉公守法还可以，但不能和他们谈论成法以外的改革。夏商周三朝礼制不同能统一天下，春秋五霸法制不一能各自称霸一方。聪明的人制定法度，愚蠢的人被法度制约；贤能的人变更礼制，寻常的人被礼制约束。”杜挚说：“没有百倍的利益，就不能变法；没有十倍的功效，就不能更换旧制。仿效过去的法度没有过失，遵循已有的礼仪不会出现偏差。”商鞅说：“治理国家没有一成不变的办法，有利于国家发展就能不仿效过去的法度。商汤、周武王不沿袭过去的法度能够得天下，夏朝、商朝因遵循旧制而灭亡。反对旧法的人不能非议，而沿袭旧礼的人不值得赞扬。”秦孝公十分赞同商鞅的观点。

### 垦草令
变法之争结束后，秦孝公于前359年命商鞅在秦国国内颁布《垦草令》，作为全面变法的序幕。主要内容为：
| 改革方略                                         | 具体措施 |
| ------------------------------------------------ | --- |
| 刺激农业生产                                     | 以农业为本业。为刺激农业的发展，商鞅制定了增加农民数量，使全国各行各业的人都从事农业；禁止农民购买粮食，迫使农民专心务农；实行愚民政策，隔绝农民与知识的接触；强迫农民心如止水，使农民愚守于耕种；整肃吏治，保证官吏廉洁奉公，政令措施一致，不拖延公务；裁减官吏的从属人员，减少官吏扰农等措施。 |
| 抑制商业发展                                     | 以商业为末业。为抑制商业的发展，商鞅制定了商人不得卖粮；提高酒肉价格、加重商品销售税；禁止百姓经营旅店、客舍；禁止军队的市场出现歌姬，商人必须为军队提供兵器铠甲；禁止军队内部的市场私自运送粮食，严格规范运送粮食的车辆；加重交通要道市集的税赋；商人的奴仆必须服役等措施。                     |
| 重塑社会价值观，提高农业的社会认知度             | 加重处罚力度打击国内心胸狭窄、性情急躁、懈怠懒惰、挥霍钱财、阿谀奉承的百姓；取消影响农业生产的娱乐活动；改变秦国国内重视学问，鄙视农业生产的风气。 |
| 削弱贵族、官吏的特权，让国内贵族加入到农业生产中 | 加重贵族的赋税，限制其豢养食客；贵族子弟除嫡长子外必须服徭役，提高其免除徭役的条件；禁止士大夫通过辩论、游学来提高国内百姓的见闻；禁止贵族、官吏雇请佣人，迫使贵族子弟亲自劳动。 |
| 实行统一的税租制度                               | 按农民收入粮食的数量统一征收田租，即土地税。加重贵族、商人的税赋。 |
| 其他措施                                         | 在全国范围内登记户口，禁止百姓擅自迁居。将山川湖泽等自然资源收归国有，禁止农民进入谋生。 |

### 第一次变法
《垦草令》在秦国成功实施后，秦孝公于前356年任命商鞅为左庶长，在秦国国内实行第一次变法。主要内容为：
| 改革方略                     | 具体措施 |
| ---------------------------- | --- |
| 改革户籍制度，实行什伍连坐法 | 秦国的都、乡、邑、聚都是自然形成的居民点，到秦献公时为便于征兵作战和加强相互监视，实行了“户籍相伍”制度，按五家为一伍作为基本单位将全国人口进行编制。商鞅变法时，在秦献公“户籍相伍”制度的基础上增加什伍连坐法，将全国居民五家编成一伍，十家编成一什，以伍什为基本单位，居民相互监督检举，一家犯法，十家连坐。不告发奸人的处以腰斩；告发奸人的与斩敌首级受同样赏赐，即赏赐告奸者爵位一级；隐藏奸人的与投降敌军受同样惩罚，即匿奸者本人将被处斩，其全家财产被充公。军队中同样按五人为基本单位进行编制。商鞅还规定，出行较远者及旅店的旅客必须持有官府印发的凭证，旅店不能收留没有凭证的旅客住宿，否则店主与奸人同罪。 |
| 明令军法，奖励军功           | 军中爵位一级以下到小夫称操士和校徒，爵位二级至不更称为卒。军队按五人为单位进行编制，战场上一人临阵脱逃，加刑于其余四人；四人中如有斩敌首级者，则免罪。每五名士兵中设有屯长，每百人中设有百将，战争期间没有斩获敌人首级的，该部队的屯长和百将将被处斩。士兵斩敌人首级满三十三颗，屯长和百将赏赐爵位一级；攻城战斩敌首级满八千颗或野战斩敌首级满两千颗，官吏自操士和校徒以上全部获得赏赐。攻城战时城的每个方向设有十八名冲锋陷阵的士兵，一队士兵如能斩敌人首级五颗，则队中每个士兵都将获得爵位一级；如有人贪生怕死，则在军前处以黥刑或劓刑示众。将官及各级官员配有短兵，将官战死于战事，加刑于短兵；短兵如能斩敌首级，则免罪。战后士兵将斩获的敌兵首级示众三天后交由将军核实，核实无误三天后可按军功获得爵位：士兵斩敌甲士首级一颗可得爵位一级，良田一顷，住宅土地九亩，役使无爵位的庶子一人，并且拥有担任官吏的资格；斩敌甲士首级五颗可以役使本乡的五户人家；欲为官者斩敌甲士首级一颗可担任五十石俸禄之官，斩敌甲士首级两颗可担任百石俸禄之官。 |
| 废除世卿世禄制度             | 商鞅的新法规定，凡是宗室、贵戚没有军功的，不得列入宗室的属籍，不能享受贵族的特权。有军功可以彰显荣耀，没有军功即使富有也不能彰显荣耀。 |
| 建立二十等军功爵制           | 按军功赏赐爵位，官吏必须从有爵位的人中选用。军功爵制后来逐渐发展成二十等爵位制：一级为公士，二级为上造，三级为簪袅，四级为不更，五级为大夫，六级为官大夫，七级为公大夫，八级为公乘，九级为五大夫，十级为左庶长，十一级为右庶长，十二级为左更，十三级为中更，十四级为右更，十五级为少上造，十六级为大上造，十七级为驷车庶长，十八级为大庶长，十九级为关内侯，二十级为彻侯。土地、房产的分配以及家臣、奴婢的服饰，都按爵位等级决定。此外，二级以上的爵位可以用来抵罪。爵位自小夫至大夫，死后每高一级可在坟墓上多栽一棵树来彰显地位。 |
| 严惩私斗                     | 私斗是指贵族间为争夺土地、财产，聚集封地内邑兵进行的邑斗。频繁的私斗不但破坏生产，而且造成大量无辜劳动力的伤亡。为彻底消除私斗，商鞅的新法规定，凡聚众私斗的，视情节轻重处以不同的刑罚。 |
| 奖励耕织，重农抑商           | 生产粮食布帛多的，可免除徭役。凡是从事工商业或是因不生产导致贫困破产的人，连同妻子、儿女罚入官府为奴。 |
| 改法为律，制定秦律           | 商鞅在李悝的《法经》六篇的基础上改法為律，制定了《秦律》六篇，为《盗律》、《贼律》、《囚律》、《捕律》、《杂律》、《具律》，用轻罪重罚的原则规范秦国人的行动，如在街道上倒灰将被处以黥刑。 |
| 推行小家庭制                 | 为充分利用国内劳动力，商鞅新法规定一户有两个儿子的，成年后必须分家独立谋生，否则要加倍缴纳赋税。 |

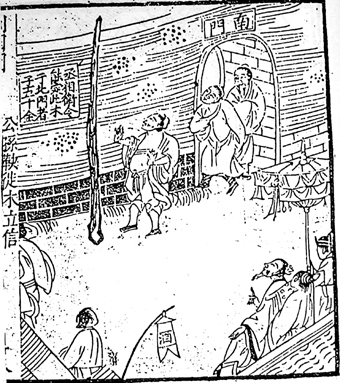
徙木立信 明·馮夢龍 《新列國志》插图

商鞅颁行新法前為取信於民，派人在国都后边市场的南门竖起一根三丈长的木头，招募百姓中能把木头搬到北门的人立即获得赏金十两。百姓们都感到很诧异，没有人去搬。後商鞅将赏金追加至五十两，终于有个人将木头搬到北门，果然获得赏金五十两。商鞅借此表明令出必行，绝不欺骗，史稱「徙木立信」。
商鞅的新法在秦国实行一年后，百姓到国都抱怨新法不方便的人数以千计。此时正逢太子驷触犯新法，商鞅認為新法之所以不能顺利实行，是因为有贵族带头违反。因为太子是国君的继承人，又不能施以刑罚，于是就处罚了太子之傅公子虔，以黥刑处罚了太子之师公孙贾。后公子虔又触犯新法，被处劓刑。自此，秦国人就都遵守新法。商鞅的新法在秦国实行十年后，国内百姓都非常高兴。秦国人路不拾遗，山中没有盗贼，家家富裕充足。人民勇于为国家打仗，怯于私斗，乡村、城镇秩序安定。百姓之中有当初说新法不方便现今说方便的，商鞅指责他们是扰乱教化之民，将他们全部迁往边疆，此后百姓之中再无人敢议论新法。
经过第一次变法后，秦国国力开始强大。前358年，秦国在西山（今河南省熊耳山以西）击败韩国的军队。前357年，楚宣王派右尹黑来迎娶秦孝公的女儿，与秦国联姻。前355年，秦孝公与魏惠王在杜平（今陕西省澄城县东）会盟，结束了秦国长期不与中原诸侯会盟的局面，後封為大良造

### 第二次变法
咸阳（今陕西省咸阳市东北）位于关中平原中部，北依高原，南临渭河，顺渭河而下可直入黄河，终南山与渭河之间可直通函谷关。为便于向函谷关以东发展，秦孝公于前350年命商鞅征调士卒，按照鲁国、卫国的国都规模修筑冀阙宫廷，营造新都，并于次年将国都从栎阳（今陕西省渭南市富平县东南）迁至咸阳，同时命商鞅在秦国国内进行第二次变法。主要内容为：
| 改革方略                                       | 具体措施 |
| ---------------------------------------------- | --- |
| 开阡陌封疆，废井田，制辕田，允许土地私有及买卖 | “陌”指亩与亩之间的小道，“阡”指百亩与百亩之间的小道，封疆则指大块田地周围所建筑的封土堆和矮墙，是土地所有者的标记。:344商鞅变法时为充分利用秦国国内的土地和劳动力，重新划分了全国耕地，去除了原有的阡陌封疆，将贵族的闲置耕地收回国有后重新分配，改周制百步为一亩为二百四十步为一亩。商鞅还下令恢复了旧制的辕田，规定耕种辕田者不必按旧制每三年将土地交还国家，也不需根据辕田的分配迁徙搬家。此外，商鞅还下令允许土地自由买卖。 |
| 推行县制                                       | 将秦国国内村庄合并为41县，县衙内设置县令处理县内政务。前349年，秦国开始在各县设置定额俸禄的官吏。满万户以上的县设置县令，不满万户的县设置县长，俸禄三百石至一千石不等。县令、县长之下设置县丞辅佐县令，设置县尉处理县内军务，俸禄二百石至四百石不等。此外还设若干俸禄一百石以下的少吏协助工作。 |
| 初为赋                                         | 在征收田租的基础上，秦孝公于前348年开始在国内加收口赋，即人头税。 |
| 统一度量衡                                     | 商鞅变法前，秦国各地度量衡不统一。为了保证国家的赋税收入，商鞅制造了标准的度量衡器商鞅方升，规定1标准尺约合今0.2308864公尺，1标准升约合今0.20063492公升。此外商鞅还规范了进位制度，统一了斗、桶、权、衡、丈、尺，规定六尺为一步，二百四十步为一亩，五十亩为一畦。 |
| 燔诗书而明法令，塞私门之请，禁游宦之民         | 为统一思想明确法令，排除复古思想的干扰，商鞅下令焚烧《诗经》、《尚书》以及诸子百家的著作来明确法令。商鞅同时下令在秦国国内杜绝走后门的私人请托，禁止他国士子通过游说获得官职。 |
| 执行分户令                                     | 为彻底挖掘国内剩余劳动力，去除秦国民间戎狄风俗。商鞅颁布法令废除大家庭制，禁止百姓父子兄弟同居一室。 |

经过第二次变法后，秦国国力更加强大。周显王派使臣赐予秦孝公霸主的称号，诸侯各国都派使者前来祝贺。前348年，韩昭侯亲自前往秦国，与秦孝公签订停战盟约。前342年，秦孝公派太子驷率领西戎九十二国朝见周显王，显示了秦国西方霸主的地位。

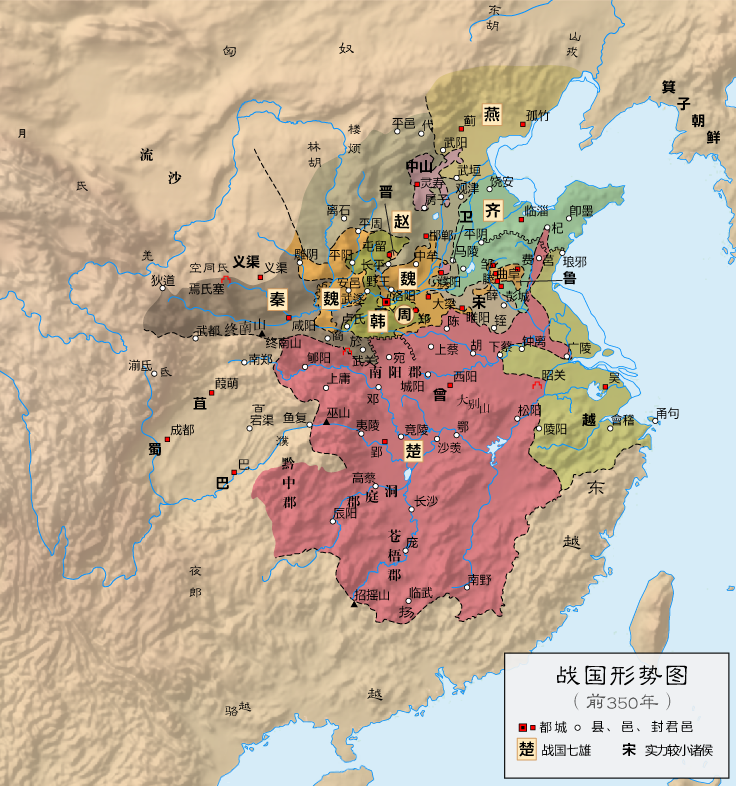
战国形势图（前350年）

### 河西之战
收复河西失地、恢复秦穆公时期的霸业是秦献公、秦孝公两代国君的愿望。秦孝公继位后，更是将收复河西失地作为国家的首要任务之一。前354年，赵国进攻魏国的盟国卫国，夺取了漆及富丘两地（均在今河南省长垣县），此举招致了魏国的干涉，魏国派兵包围赵国首都邯郸（今河北省邯郸市）。秦孝公则趁魏军主力出击之机，派军队偷袭魏国，进攻魏河西长城重要据点元里（今陕西省澄城县南），大败魏军，歼灭守军7000人并占领少梁（今陕西省韩城市西南），此战为秦孝公时期收复河西失地的序幕。经过两次变法后的秦国国力强大，而商鞅作为收复河西的主将，在战争中显示了他的军事及外交才能。

#### 安邑、固阳之战
前353年，赵成侯派使者向齐国求援，齐威王派兵分两路救援赵国，一路齐军与宋国景㪨、卫国公孙仓所率部队會合，围攻魏国的襄陵（今河南省睢县）。同年，魏军主力攻破赵国首都邯郸，但在桂陵之战被另一路由田忌、孙膑所率领的齐国军队击败。楚宣王也派大将景舍率兵救援赵国，夺取了魏国睢水、濊水之间的土地。秦孝公趁魏国国内空虚之机，于前352年任命商鞅为大良造，率兵长驱直入，包围魏国并占领魏国旧都安邑（今山西省夏县西北）。魏惠王急忙派军队在上郡要地固阳（即定阳，今陕西省延安市东）以东修建崤山长城（东南起崤山，西北至黄河）来阻止秦军的进攻。前351年，商鞅又率兵包围并占领固阳。
前352年，魏惠王调用韩国的军队击败包围襄陵的齐、宋、卫联军，齐国被迫请楚国大将景舍出面调停，各国休战。前351年，魏惠王与赵成侯在漳河边结盟，撤出赵国首都邯郸。魏国陆续与各国和谈后，集中兵力向西反攻，夺回安邑并包围固阳。为争取时间在国内进行第二次变法，秦孝公于前350年与魏惠王在彤地（今陕西省渭南市华州区西南）会盟修好，缓和了两国紧张的关系。

#### 逢泽会盟
魏惠王以朝见周天子为名，召集泗上十二诸侯举行会盟，图谋攻秦。秦孝公下令加强防守，并采纳商鞅“尊魏为王”的策略来改变魏国进攻秦国的意图。前344年，秦孝公派商鞅游说魏惠王，劝说他除了号令宋、卫、邹、鲁等十二个小国外，还要向北联合燕国，向东攻打齐国，迫使赵国屈服；向西联合秦国，向南攻打楚国，迫使韩国屈服，这样霸业可成。商鞅还建议魏惠王顺从天下之志，先行称王，再图霸业。魏惠王听从商鞅的游说开始称王，按照天子的规格大建宫室，制作丹衣和九施、七星之旗，并召集各小国参加逢泽（今河南省开封市南）会盟，秦公子少官和赵肃侯也应邀参加，诸侯会盟后又前往朝见周天子。魏惠王僭越礼制的行为引起了齐、楚等国的愤怒，诸侯纷纷倒向齐国。

#### 西鄙之战
前341年，魏国在马陵之战遭受齐国重创，主将太子申陣亡。商鞅趁机对秦孝公说：“秦国和魏国的关系，就像人得了心腹疾病，不是魏国兼并秦国，就是秦国吞并魏国。魏国地处山岭险要的西部，占据崤山以东，与秦国以黄河为界。形势有利时就向西侵犯秦国，不利时就向东扩展领地。如今君上圣明贤能，秦国繁荣昌盛。而魏国刚刚被齐国击败，可以趁此良机攻打魏国。魏国抵挡不住秦国的攻势，必然要向东撤退。魏国一向东撤退，秦国就占据了黄河和崤山险固的地势，向东可以控制各国诸侯，这可是一统天下的帝王基业啊！”秦孝公采纳商鞅的建议，决定趁魏国实力尚未恢复之机，大举攻魏。
前341年，秦国联合齐、赵两国攻打魏国。同年九月，秦孝公派商鞅进攻魏河东，魏派公子卬迎战。两军对峙时，商鞅派使者送信给公子卬，说：“我当初与公子相处的很快乐，如今你我成了敌对两国的将领，不忍心相互攻击，我可以与公子当面相见，订立盟约，痛痛快快地喝几杯然后各自撤兵，让秦魏两国相安无事。”公子卬赴会时被商鞅埋伏的甲士俘虏，商鞅趁机攻击魏军，魏军大败。魏惠王被迫割让河西部分土地求和，此时魏惠王说：“寡人真后悔没有听公叔痤的话。”商鞅因战功获封于商十五邑，号为商君。

### 赵良的警告
商鞅在秦国執政二十一年，招來贵族宗室怨恨。赵良通过孟兰皋去见商鞅，商鞅对他说：“当初秦国的习俗和戎狄一样，父子不分开，男女老少同居一室。如今我改变了秦国的教化，使他们男女有别，分居而住。我征调士卒大造宫廷城阙，把秦国营建的像鲁国、卫国一样。您看我治理秦国，与五羖大夫百里奚比，谁更有才干？”赵良说：“那五羖大夫，是楚国偏僻的乡下人，他听说秦穆公贤明，就想当面去拜见却苦于没有路费，就把自己卖给秦国人，穿着粗布短衣给人家喂牛。秦穆公知道这件事后把他提拔起来，凌驾于万人之上，秦国没有人不满意。他出任秦相期间，向东讨伐过郑国，三次拥立晋国的国君，一次出兵救晋；他在秦国境内施行德化，巴国前来纳贡；他施德政于诸侯，四方少数民族前来朝见，由余听说后，不远万里赶来敲门投奔。五羖大夫出任秦相，劳累不坐车，酷暑炎热不打伞，走遍国中不用随从的车辆，不带武装防卫，他的功名永载史册，他的德行施教于后代。五羖大夫死时，秦国不论男女都痛哭流涕，连小孩子也不唱歌谣，正在舂米的人也因悲哀而不发出相应的呼声，这就是五羖大夫的德行啊。如今您能够见到秦君，靠的是秦君宠臣景监的推荐介绍，这就谈不上什么名声了。身为秦国国相不为百姓造福而大规模地营建宫阙，这就谈不上为国家建立功业了。惩治太子的师傅，用严刑酷法残害百姓，这是积累怨恨、聚积祸患啊。教化百姓比命令百姓更深入人心，百姓模仿君臣的行为比命令百姓更为迅速。如今您却违情背理地建立权威、变更法度，这不是对百姓施行教化啊。您又在封地南面称君，天天用新法来逼迫秦国的贵族子弟。公子虔闭门不出已经八年了，您又杀死祝欢，用黥刑处罚公孙贾。这几件事，都不是得人心的。您一出门，后边就跟着数以十计的战车，车上都是顶盔贯甲、身强力壮、持矛操戟的贴身警卫，您离开这些警卫肯定不敢自己出门。您的处境就好比早晨的露水，面临很快消亡的危险。您还打算要延长自己的寿命吗？那为什么不把封地交还给秦国，到偏僻荒远的地方浇园自耕；劝秦君重用那些隐居山林的贤才，赡养老人，抚育孤儿，使父兄相互敬重；依功序爵，尊崇有德之士，这样才可以稍保平安。您还要贪图封地的富有，以独揽秦国的国政为宠幸，聚集百姓的怨恨，秦君一旦舍弃宾客而不能当朝，秦国想要拘捕您的人还能少吗？您丧身的日子就会像抬起脚来那样迅速地到来。”但商鞅最终没有听从赵良的劝告。

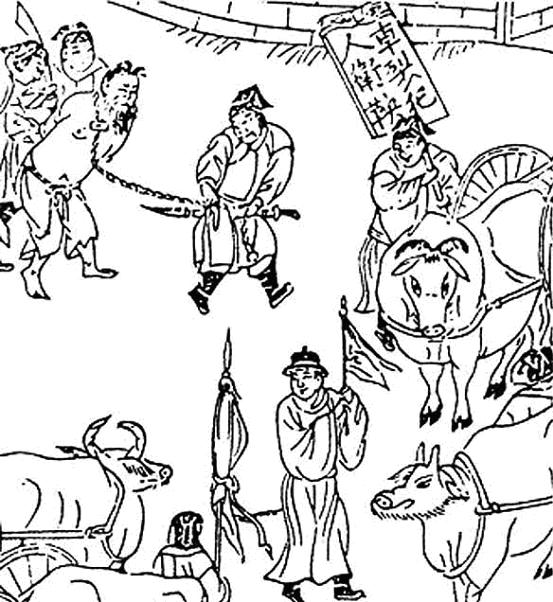
商鞅被施刑圖 明·馮夢龍 《新列國志》插图

### 作法自斃
前338年，秦孝公病危，《战国策》记载秦孝公想传位于商鞅，商鞅推辞不接受。 赵良警告的五个月后，秦孝公去世，其子秦惠文君继位。 商鞅想要告老退休，有人向秦惠文君说：“大臣功高盖主就会危害国家社稷，对身边的人过于亲近就会惹来杀身之祸。现如今秦国的男女老幼只知道商鞅的新法，而不知道君上您。况且君上您与商鞅有仇，愿君上早下决断。”公子虔等人也告发商鞅謀反，秦惠文君于是派人捉拿商鞅。商鞅逃至邊關，晚上想住宿旅店，因未带身份證件，店主不知道是商鞅本人，害怕新法連坐而不敢留宿。商鞅感叹道：“制定的法律竟然遗害到了这种地步！”这就是成语“作法自毙”的来历。
商鞅带领亲属及手下随从逃亡至魏国，魏将穰疵怨恨商鞅用欺骗的手段俘虏公子卬、击败魏军，将其驱逐回秦国。商鞅回秦后被迫潜回封地，发动邑兵攻打郑县（今陕西省华县）。秦惠文君派兵攻打，商鞅战败死于彤地，其尸身被带回咸阳，处以车裂后示众。秦惠文君同时下令诛灭商鞅全族。商鞅死后，他所推行的新法并没有被废除，而是一直影响着秦国乃至以后的秦朝。

## 著作
《汉书·艺文志》在法家论著中记载商鞅著有《商君》29篇，兵家权谋论著中著有《公孙鞅》27篇。其中《公孙鞅》已失传，现存的《商君书》共有24篇，其中第16篇刑约和第21篇御盗内容已失传。此外，《群书治要·卷三十六》还摘录有《商君书·六法》一段文字。
《商君书》又称《商子》，是由商鞅的言行和思想及法家后学著作汇编而成，是法家学派的代表作品之一。书中主张以法治国、重农抑商、重战尚武、重刑轻赏，贬斥儒家学说、纵横家及游侠。以下为《商君书》的篇目及主要内容：
| 篇目 | 主要内容 |
| ---- | --- |
| 更法 | 变法前夕商鞅与甘龙、杜挚在秦孝公面前围绕变法展开的一场争论。                                                 |
| 垦令 | 二十种重农抑商、开垦荒地的法令及法令的意义、理论根据和实行后的效果。                                         |
| 农战 | 阐述重农、重战的重要性。                                                                                     |
| 去强 | 围绕富国强兵的阐述一系列具体措施。                                                                           |
| 说民 | 论述治理百姓的问题。                                                                                         |
| 算地 | 治国要规划利用全国的土地，实行以地养战的政策。篇中还提到打压国内说客、隐士、游侠、手工业者及商人和重刑轻赏。 |
| 开塞 | 从人类社会的发展一步步论述到战国时代，得出只有法治才是唯一行得通的政治道路的结论。                           |
| 壹言 | 论述专一从事农战。                                                                                           |
| 错法 | 论述赏罚问题。                                                                                               |
| 战法 | 论述一系列战争的战略战术。                                                                                   |
| 立本 | 论述强兵胜敌之法。                                                                                           |
| 兵守 | 论述防御战的战略战术。                                                                                       |
| 靳令 | 论述法治的原则、内容及目的。                                                                                 |
| 修权 | 论述治国的三个要素：法度、信用和权力。                                                                       |
| 徕民 | 用优待移民的方式招徕三晋的百姓。                                                                             |
| 刑约 | 原文已失传。                                                                                                 |
| 赏刑 | 提出三个政治主张：壹赏、壹刑、壹教。                                                                         |
| 画策 | 为国君提出治国方略：实行法治、推行强权政治、重刑重战。                                                       |
| 境内 | 秦国国内的一些政治、军事制度及有关措施。                                                                     |
| 弱民 | 推行弱民政策，反对强民政策。                                                                                 |
| 御盗 | 原文已失传。                                                                                                 |
| 外内 | 论述重农重战的政策。                                                                                         |
| 君臣 | 论述国君统治臣民的方法。                                                                                     |
| 禁使 | 国君如何利用势（统治权）、術（统治手段）来治理臣民。                                                         |
| 慎法 | 主张法治，反对贤治。                                                                                         |
| 定分 | 推行法令的办法、指出法令是治国的根本措施、强调法令必须明白易知。                                             |

此外，《汉书·艺文志》在农家论著中记载有《神农》二十篇，颜师古引刘向的《七略·别录》认为此书疑为李悝和商鞅所著。

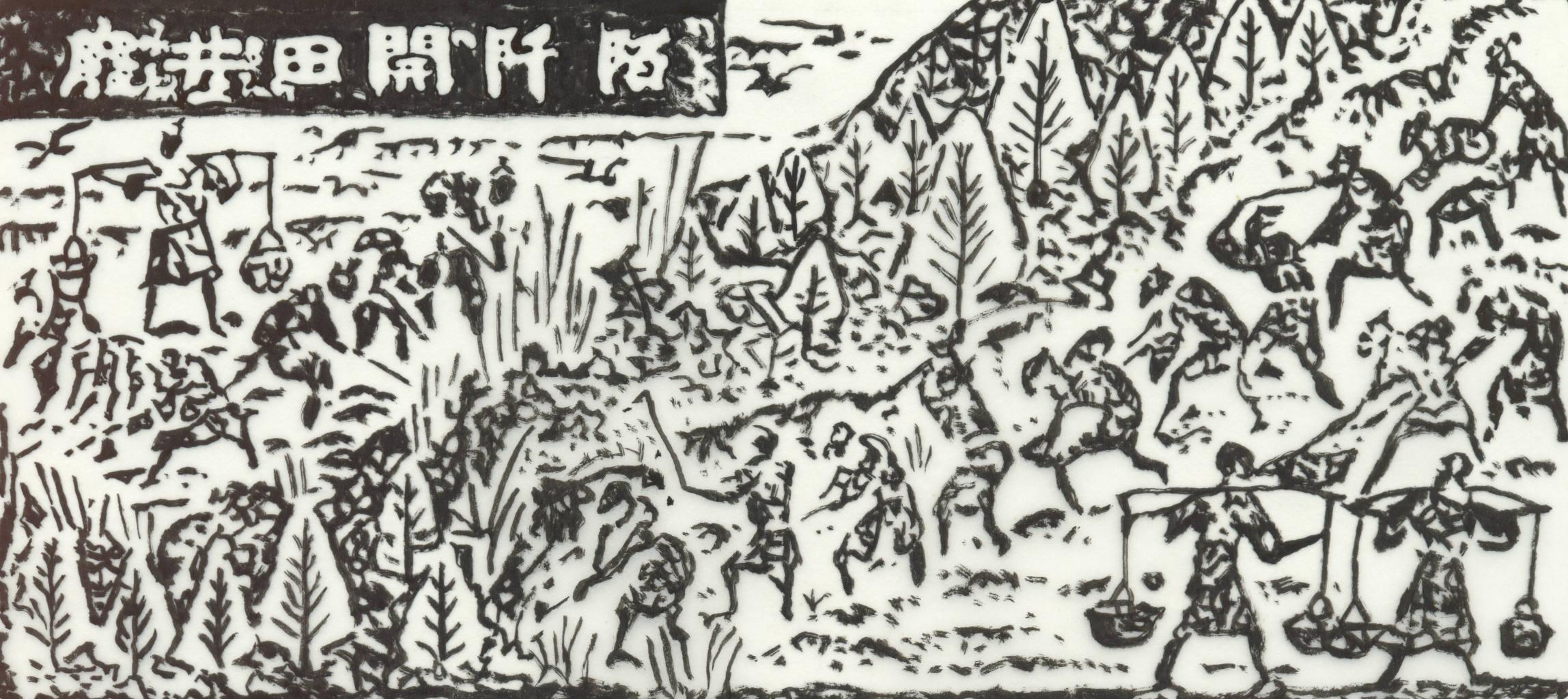
废井田，开阡陌（汉画像砖）

## 思想
商鞅的思想可分为两方面，他具有法家共有的思想，此外他还具有自己独立的思想。前者使商鞅成为法家的一个派系，后者使商鞅的思想具有自己的特色。

### 共同思想
法家认为政治目标要固定，而政治手段需要灵活。为实现政治目标要调动所有的政策和组织，灵活的采用相应的手段，以便实现这个目标，法家掌握权力后通过变法革新就是基于这个理论。商鞅在变法之争时提到的“圣人苟可以强国，不法其故；苟可以利民，不循其礼”就成为了秦国政治的指导原则，使秦国领先于山东六国。其次，法家主张“法律面前，人人平等”。商鞅执法不避权贵、刑上大夫表明了他坚决贯彻了法家的这一主张。最后，法家还有一个共性就是“明法”，商鞅一样抱着这种态度和精神来推行政治改革，让百姓知晓法律。例如蔡泽游说范雎时曾说：“夫商君为秦孝公明法令”，韩非也说商鞅“燔诗书而明法令”，可见商鞅不但在言论上明法，在行动上也以此为目标。

### 独立思想
商鞅独立的思想主要表现在三个方面。首先，商鞅主张全农的经济政策，为此他颁布了《垦草令》，制定出二十种重农和开垦荒地的办法。一方面直接或间接的刺激农业发展，一方面打压工商业。其次，商鞅主张重刑厚赏。商鞅认为人的本性是趋利畏罪的，只要重刑厚赏，就可以很好的治理人民，使国家安定。为此商鞅一方面制定严酷的刑法治理人民，一方面重赏立信。韩非在《韩非子·奸劫弑臣第十四》中评价商鞅的什伍连坐法：“犯之者其诛重而必，告之者其赏厚而信”可为明证。再次，商鞅主张重战尚武，具有军国主义思想。商鞅通晓法家、兵家两家思想，兼有政治、军事的双重性格，这使他不但重法，而且重兵。商鞅反复强调政治改革的目的，就是要取得军事上的成功，为此商鞅鼓励对外发动战争以及按军功彰显荣耀，并在变法时颁布了奖励军功的法令。最后，商鞅主张国家应统一民众的心智，制定统一的制度，实现统一的目标。商鞅治理秦国，使百姓专注于农耕和兵战两件事，全国各个阶层及各行各业的人必须从事农业和军事有关的活动，剥夺百姓独立的思想和行动，全国的政策法规都必须针对重农重战的国策来制定。为此，商鞅还为秦国制定了统一的赋税和度量衡制度。

### 影响
商鞅的思想在商鞅死后经过发展逐渐形成一门学派，郑良树称为商鞅学派。商鞅学派经过建立、开拓、发展、定型和后劲五个阶段，配合秦的历史，逐渐成为主宰秦国乃至秦朝的思想主流。

## 评价

### 正面评价

#### 革法明教
商鞅通过变法将秦国改造成富裕强大之国，为秦国将来统一六国，建立一统天下的秦朝，起到至关重要的作用。历朝历代对于商鞅进行的富国强兵的变法都有极高的评价，例如：
蔡泽评价商鞅：夫商君为秦孝公明法令，禁奸本，尊爵必赏，有罪必罚，平权衡，正度量，调轻重，决裂阡陌，以静生民之业而一其俗，劝民耕农利土，一室无二事，力田稸积，习战陈之事，是以兵动而地广，兵休而国富，故秦无敌于天下，立威诸侯，成秦国之业。李斯评价商鞅：孝公用商鞅之法，移风易俗，民以殷盛，百姓乐用，诸侯亲服，获楚魏之师，举地千里，至今治强。司马迁在《史记·太史公自序》中评价商鞅：鞅去卫适秦，能明其术，强霸孝公，后世遵其法。桑弘羊称赞商鞅：昔商君相秦也，内立法度，严刑罚，饬政教，奸伪无所容。外设百倍之利，收山泽之税，国富民强，器械完饰，蓄积有余、夫商君起布衣，自魏入秦，期年而相之，革法明教，而秦人大治。故兵动而地割，兵休而国富…功如丘山，名传后世。刘向评价商鞅：秦孝公保崤函之固，以广雍州之地，东并河西，北收上郡，国富兵彊，长雄诸侯，周室归籍，四方来贺，为战国霸君，秦遂以彊，六世而并诸侯，亦皆商君之谋也。
北宋的王安石曾赋诗称赞商鞅：自古驱民在信诚，一言为重百金轻。今人未可非商鞅，商鞅能令政必行。梁启超的作品《中国六大政治家》将商鞅与管仲、诸葛亮、李德裕、王安石和张居正并列为中国历史上最伟大的政治家之一。麦孟华给予了商鞅“法学之巨子，政治家之雄”的极高评价。陈启天评价商鞅的变法“不但创造了秦国的命运，而且决定了秦后二千年的政治历史”，商鞅是一位“革新的、实行的大政治家”。毛泽东对商鞅评价很高，说商鞅是“首屈一指的利国富民伟大的政治家，是一个具有宗教徒般笃诚和热情的理想主义者”。青年毛泽东写道：商鞅的新法“惩奸宄以保人民之权利，务耕织以增进国民之福力，尚军功以树国威，孥贪怠以绝消耗。此诚我国从来未有之大政策”。 他还称赞商鞅“可以称为中国历史上第一个真正彻底的改革家，他的改革不仅限于当时，更影响了中国数千年”。

#### 尽公不为私
商鞅执法不避权贵，治理国家殚精竭虑、尽公不为私的精神也得到了广泛的肯定。范雎评价商鞅：夫公孙鞅事孝公，极身毋二，尽公不还死，信赏罚以致治，竭智能，示请素，蒙怨咎，欺旧交，虏魏公子卬，卒为秦禽将，破敌军，攘地千里。韩非称赞商鞅：塞私门之请而遂公家之劳。《战国策》称赞商鞅：商君治秦，法令至行，公平無私，罰不諱強大，賞不私親近，法及太子，黥劓其傅。期年之後，道不拾遺，民不妄取，兵革强大。刘向评价商鞅：夫商君极身无二虑，尽公不顾私，使民内急耕织之业以富国，外重战伐之赏以劝戎士。法令必行，内不私贵宠，外不偏疏远。是以令行而禁止，法出而奸息。

#### 军事才能
此外，商鞅作为统帅为秦国攻城略地，拓地千里，许多著作将商鞅与当时的名将并称。《汉书·刑法志》将商鞅与吴国的孙武、齐国的孙膑、魏国的吴起并称；《荀子·议兵篇》将商鞅与齐国的田单、楚国的庄蹻、燕国的乐毅并称。

### 负面评价

#### 人性刻薄
司马迁对商鞅评价不高，他认为商鞅用肤浅的帝王之术取悦秦孝公、通过秦孝公的宠臣景监走门路这些不光彩手段获得重用后，在秦国国内采用近乎“暴力”的手段进行快速改革、处罚公子虔、欺骗公子卬、不听赵良的劝告，这些足以证明他是个刻薄少恩的人。

#### 加剧贫富悬殊
董仲舒批评说：商鞅废除井田，导致“富者田连仟伯，贫者亡立锥之地”。班固认为商鞅变法加剧了百姓的贫富悬殊以及诸侯国之间相互兼并，严重地影响了社会的安定。班固还批评商鞅鼓励发动战争，致使横尸遍野、生灵涂炭。

#### 滥用酷刑
商鞅变法时所设的連坐之法，增加肉刑、大辟，有鑿頂、抽肋、鑊烹之刑。商鞅执法严酷，曾在渭河边一日处决囚犯七百人，河水因此变红，号哭之声惊天动地。商鞅严格执法、滥用酷刑的行为招致普遍的怨恨，汉昭帝时的贤良文学也认为商鞅的严酷刑法是造成秦朝快速灭亡的重要原因，《旧唐书》甚至将商鞅称为酷吏。

#### 弱民至上
记录商鞅言行的《商君书》作为一部法家学派作品，其中充斥着大量弱民政策以及法家士子为帝王稳固政权，剥夺百姓人权的观点。例如：《商君书》中认为国家与人民是矛盾的关系。人民强大，则国家虚弱。所以想要国家强大，则必须削弱人民。能够战胜强敌、称霸天下的国家，必须制服本国的人民。只有使人民自主性低、朴实忠厚、以及服從規矩，人民才不易结成强大的力量来对抗国家和君主，这样国家才会容易治理，君主的地位才会牢固。《商君书》中认为人性本恶，必须承认人之恶性，治理国家要以恶治善才能使国家强大。《商君书》中主张重刑轻赏，他认为加重刑罚，减少奖赏，是君主爱护民众，民众就会拼命争夺奖赏；增加奖赏，减轻刑罚，是君主不爱护民众，民众就不会为奖赏而拼死奋斗。

#### 贬斥儒家学说
商鞅贬斥儒家学说，将儒家所推崇的礼乐、诗书、孝悌、修善、诚信、贞廉、仁义、非兵、羞战贬斥为六虱，认为国家必须去除六虱才能强大。西汉以来的儒生对于商鞅使用严酷刑罚改变民风民俗、败坏道德的行为多有非议。贾谊评价商鞅：商君违礼义，弃伦理，并心于进取，行之二岁，秦俗日败。汉昭帝时的贤良文学批判商鞅：商鞅弃道而用权，废德而任力，峭法盛刑，以虐戾为俗，欺旧交以为功，刑公族以立威，无恩于百姓，无信于诸侯，人与之为怨，家与之为仇。商鞅反圣人之道，变乱秦俗，其后政耗乱而不能治，流失而不可复。唐代的赵蕤评价商鞅：夫商鞅、申、韩之徒，贵尚谲诈，务行苛刻。废礼义之教，任刑名之数，不师古，始败俗伤化。此则伊尹、周召之罪人也。 朱熹批评：“他（商鞅）欲致富强而已，无教化仁爱之本，所以为可罪也。”

## 纪念

### 商鞅广场
为纪念商鞅，陕西省商洛市于2007年建成商鞅广场，坐落于该广场的商鞅雕塑也是该市的标志性建筑之一。商鞅雕塑高9米，左手持简，身佩宝剑。雕塑背后是一面总长33.8米的浮雕文化墙，讲述了商鞅变法的经过。

### 文学形象
长篇历史小说《东周列国志》中，商鞅于第八十七回《说秦君卫鞅变法 辞鬼谷孙膑下山》登场，前期经历与《史记·商君列传》记载差别不大。在第八十九回《马陵道万弩射庞涓 咸阳市五牛分商鞅》中，秦孝公以商鞅为主将、公子少官为副将带兵进攻魏河东，魏派公子卬迎战，两军在吴城对峙。商鞅派使者送信，欺骗公子卬前来赴会。公子卬在宴会中被商鞅埋伏的猛士乌获所俘。商鞅命军士押解公子卬回秦国，又命任鄙、乌获带领公子卬的部下赚开城门，占领吴城。魏惠王被迫献河西之地求和，公子卬最后投降秦国。秦孝公死后，商鞅自认为是前朝重臣，居功自傲。公子虔、公孙贾及甘龙、杜挚因旧怨诬陷商鞅谋反，秦惠文君大怒，命公孙贾率兵三千捉拿商鞅，百姓因商鞅执法严酷而记恨商鞅，都随之追赶。商鞅逃亡途中因未携带身份证件而不能投宿旅店，转而逃至魏国。魏惠王怨恨商鞅用欺骗的手段俘虏公子卬、击败魏军，将其驱逐回秦国。商鞅回到秦国后被公孙贾捉住，秦惠文君历数其罪后将商鞅五牛分尸，百姓争吃其肉。
此外还有多部以商鞅为主人公，以他的生平为原型的长篇历史小说，如现代作家江来、肖芬的《商鞅》以及孙皓晖的《大秦帝国·第一部·黑色裂变》。

### 影视形象
商鞅作为影视形象多次出现在电视剧、京剧、话剧等影视作品中。1999年上映的长篇电视剧《东周列国战国篇》中，商鞅由温海波饰演。2009年首播的电视剧《大秦帝国之裂变》中，商鞅作为本剧的主人公，由王志飞饰演。 2015年《芈月传》第一集中商鞅由施京明客串。
此外，商鞅还出现在京剧剧目《商鞅考试》、《兴秦图》中，现代有以商鞅生平为蓝本的话剧上映。

## 延伸阅读
[在维基数据编辑]
 在维基文库阅读此作者作品（ 在维基共享资源阅览影像）
 《史記/卷068》，出自司馬遷《史記》